# Pinguim-macaroni
O pinguim-macaroni ou pinguim-de-testa-amarela (Eudyptes chrysolophus) é uma das seis espécies de pinguim do género Eudyptes. É um parente muito próximo do pinguim-real, considerado por alguns cientistas como sendo a mesma espécie. Habita a região subantártica, desde o sul das ilhas Shetland do Sul às ilhas Kerguelen. Alimenta-se principalmente de crustáceos, mergulhando a profundidades de 15 a 70 metros para caçá-los. A sua população total em liberdade é de cerca de 18 milhões de indivíduos, mas devido ao seu declínio nas últimas décadas foi considerado vulnerável.
Os machos e as fêmeas são semelhantes, apesar de o macho ser ligeiramente maior. Apresenta uma crista amarela, face preta e íris vermelha.
Reproduz-se na Primavera e cuida das crias no Verão. Passa o Inverno no mar, por vezes viajando mais de 10 000 km.

## Taxonomia
O pinguim-macaroni foi descrito pela primeira vez pelo naturalista alemão Johann Friedrich von Brandt nas ilhas Malvinas em 1837. É uma das seis espécies (ver nota 1) do género Eudyptes.
Os nomes do epíteto genérico e específico derivam do grego eu "bom", e dyptes "mergulhador" e chryse "dourada", elophos "crista", significando, portanto, "bom mergulhador de crista dourada".
O primeiro registo do nome comum provém do início do século XIX nas ilhas Malvinas. Marinheiros ingleses deram o nome à espécie devido à sua crista, pois macaroni era um termo que designava um estilo da Inglaterra do século XVIII marcado pela ornamentação excessiva. Quem adoptasse este estilo era chamado de maccaroni ou macaroni, como na música "Yankee Doodle".
Análises feitas ao ADN mitocondrial e nuclear do pinguim-macaroni revelaram que a divergência genética entre o pinguim-macaroni e o pinguim-real é tão pequena que estes podem ser considerados conspecíficos.
Alguns ornitólogos consideram o pinguim-real como sendo uma subespécie do pinguim-macaroni.
Fenotipicamente as duas espécies são muito semelhantes, apesar de o pinguim-real ter a face branca enquanto que o macaroni a tem preta..
Existem registos de cruzamento interespecífico com a subespécie Indo-Pacífica do pinguim-saltador-da-rocha (E. chrysocome filholi) e da ocorrência de hibridação em pelo menos três ocasiões entre 1987–88 pela Australian National Antarctic Research Expedition.
Fotos das três espécies de pinguins evidenciando as suas semelhanças

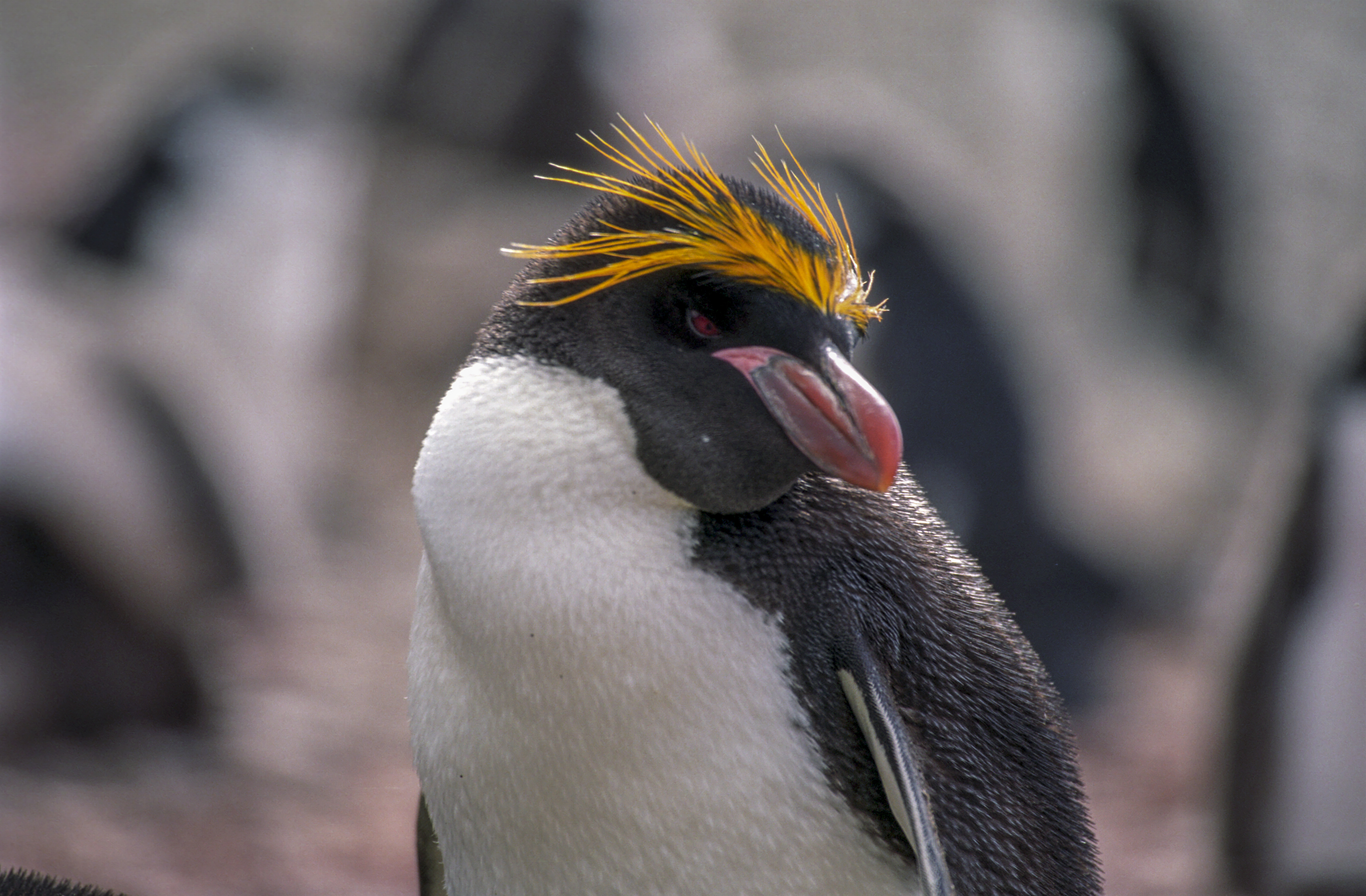
Pinguim-macaroni
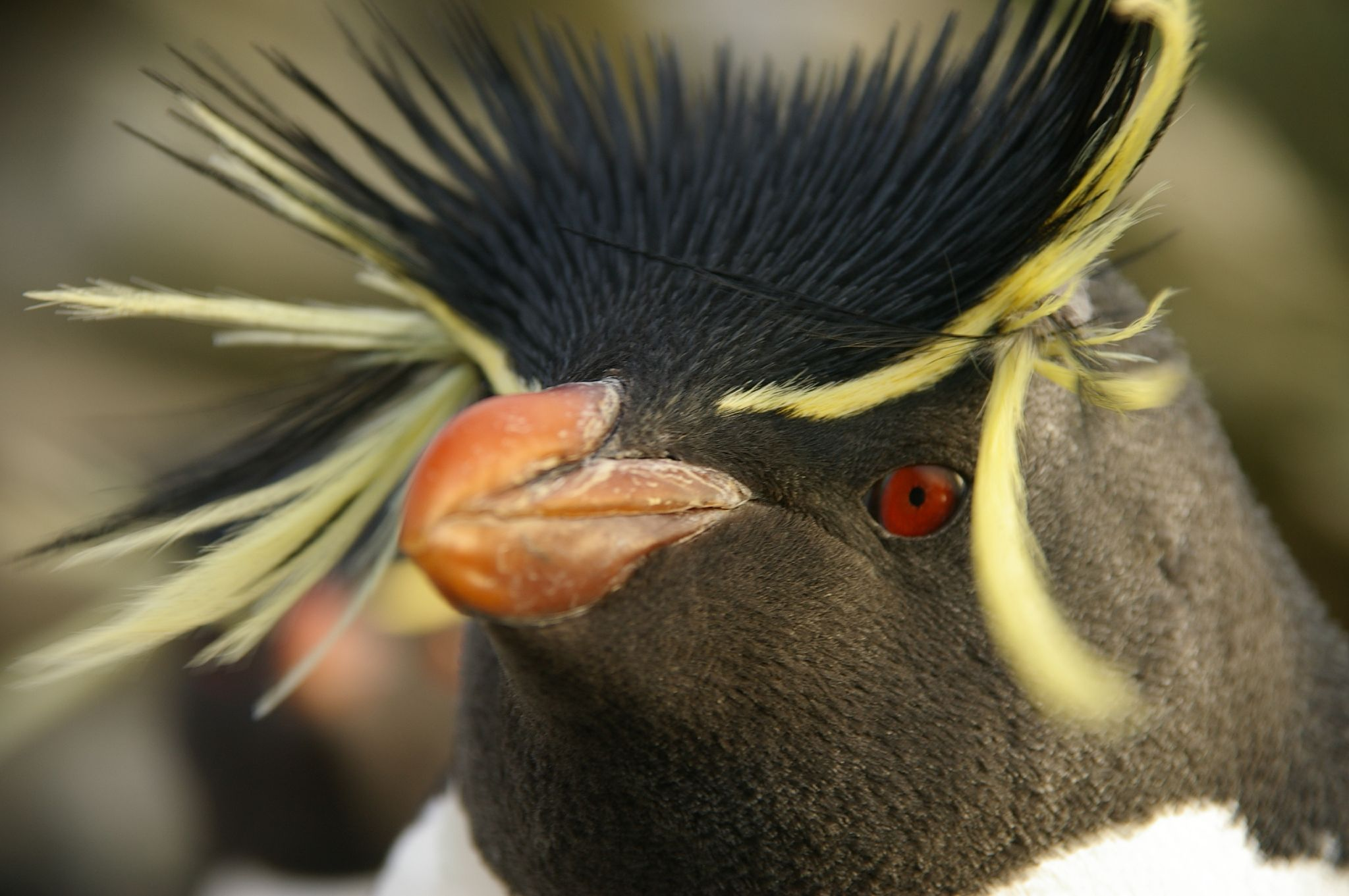
Pinguim-saltador-da-rocha
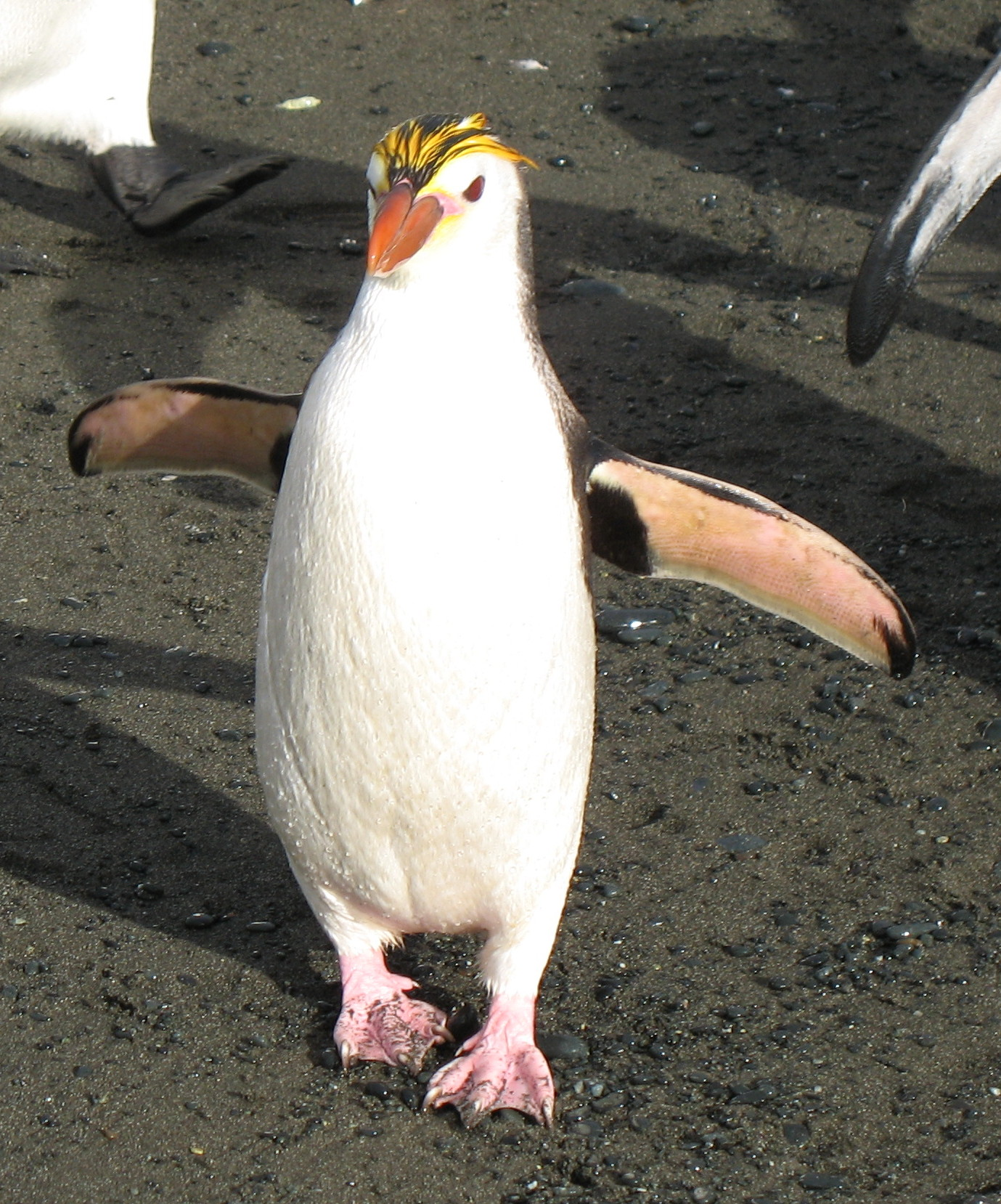
Pinguim-real

## Descrição
Não existe dimorfismo sexual, como é hábito nos pinguins, apesar de os machos serem ligeiramente maiores. Os adultos medem 70 cm de altura.
O peso varia com o sexo e conforme a época do ano. Os machos pesam 3,3 kg depois da incubação e 6,4 kg depois da muda de penas, enquanto que as fêmeas pesam 3,2 e 5,7 respectivamente.
A cabeça, o pescoço e o dorso são pretos, enquanto que a barriga é branca. A pelagem preta é azulada quando nova e acastanhada quando velha. As asas são pretas-azuladas na superfície superior, com uma risca branca na parte posterior, e brancas na superfície inferior, à excepção da ponta e da axila. A crista, característica mais distintiva da espécie, cresce a partir da testa e prolonga-se horizontalmente até à nuca.
O bico é grande e laranja-acastanhado e é usado para distinguir os sexos, pois os machos possuem um bico mais longo, com 6,1 cm, em comparação com os 5,4 cm das fêmeas. A íris é vermelha. Tem uma prega de pele sem penas que se estende desde a base do bico até perto da parte inferior dos olhos. As pernas e patas são cor de rosa.
A muda, o processo em que se substituem as penas antigas por novas, ocorre uma vez por ano e demora de três a quatro semanas. Os pinguins-macaroni gastam duas semanas a acumular gordura antes da muda, pois quando perdem as penas não podem entrar na água para se alimentarem. Assim que a muda acaba eles voltam para o mar e regressam às colónias para acasalar na Primavera.

### Vocalizações
Os chamamentos da espécie são semelhantes aos dos outros Eudyptes. São normalmente usados nas colónias para estabelecer território e formar pares. Durante o período de incubação os progenitores fazem um chamamento cujo som se assemelha ao de um trompete, de maneira a saber onde se encontra o companheiro.
Quer seja para localizar o companheiro ou a cria, um par de pinguins tem de competir com centenas de outros pares. Estudos recentes sugerem que cada animal tem uma vocalização própria.

### Adaptações ao mergulho e ao frio
Ao contrário das aves voadoras, que têm ossos ocos para facilitar o voo, os pinguins têm ossos sólidos que lhes permitem mergulhar a grande profundidade. Ao nadarem usam as suas patas espalmadas como leme, com o auxílio da cauda.
Têm uma camada subcutânea de gordura que actua como isolante térmico e que lhes permite ficar debaixo de água a uma temperatura de até -2 °C por longos períodos.
As suas penas são mais pequenas e mais numerosas do que as das outras aves, e formam uma camada de ar que isola o pinguim. Para além disso o pinguim-macaroni possui uma glândula perto da base da cauda, a glândula uropigial, que, quando excitada, produz um óleo que impermeabiliza as penas e as deixa mais "coladas" uma às outras.
Os músculos das patas e das asas estão localizados mais para dentro do corpo, onde permanecem quentes. Estas regiões do corpo são movidas através de tendões, o que significa que estão operacionais mesmo que estejam muito frias.
No Verão os dias são mais amenos e os pinguins têm de lidar com o sobreaquecimento. Para isso eles desalinham as penas e tomam banho, abanam as asas, adoptam a postura horizontal com a barriga no gelo ou respiram rapidamente com o bico aberto.

## Distribuição e habitat
Um estudo de 1993 estimou que o pinguim-macaroni era a espécie mais abundante de pinguim, com um mínimo de 11,841,600 pares distribuídos por todo o território, que abrangia uma área com pelo menos 216 colónias desde a região subantártica até à península Antártica.
Na América do Sul, estes pinguins podem ser encontrados no Chile, nas Ilhas Malvinas, Ilhas Geórgia do Sul e Sandwich do Sul, e Ilhas Órcades do Sul.
Na Antártida e na sua península, podem ser encontrados nas Ilhas Shetland do Sul, na Ilha Bouvet, nas Ilhas do Príncipe Eduardos, nas Ilhas Crozet, nas Ilhas Kerguelen e nas Ilha Heard e Ilhas McDonald.
Quando andam à caça podem ir para o norte até à Austrália, Nova Zelândia, Brasil, Ilha de Tristão da Cunha e África do Sul.
As suas colónias podem ser formadas em encostas com declives acentuados ou mesmo em penhascos rochosos.

## Comportamento

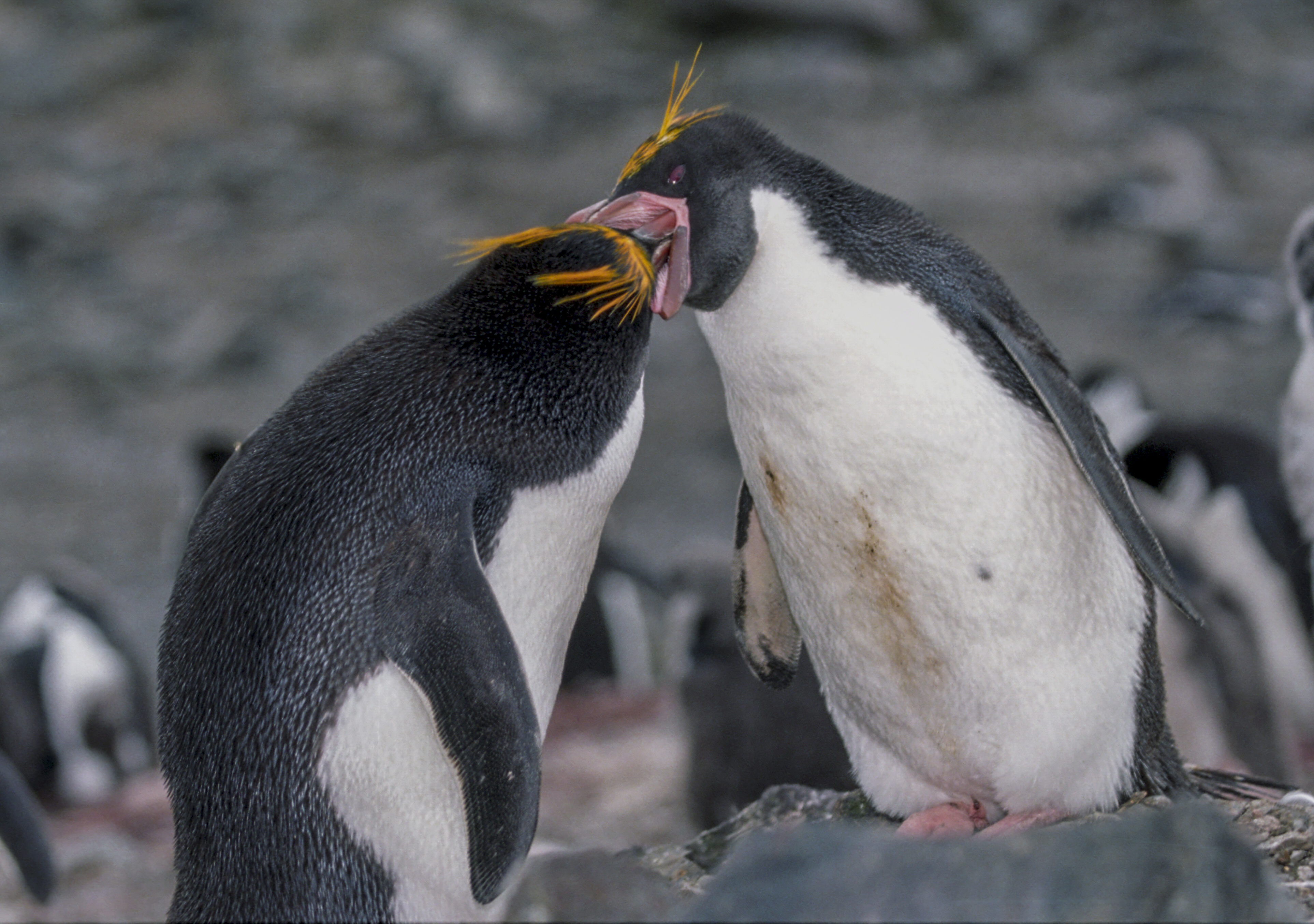
Pinguins-macaroni adultos na época de acasalamento

Como as outras espécies de pinguins, o pinguim-macaroni é um animal social. As suas colónias estão entre as maiores e mais densamente povoadas de todas as espécies de pinguins, chegando aos 2,5 milhões de indivíduos. Fora da época de acasalamento, entre Abril/Maio e Outubro, os pinguins são pelágicos, e segundo um teste realizado por uma equipa francesa dispersam-se por uma zona com 3×106 km². Apetrechados com dispositivos de localização por satélite, os 12 pinguins estudados viajaram mais de 10 000 km e mantiveram-se na zona entre 47–49° S e 70–110° E no Oceano Índico.
Nas colónias existe um elevado nível de interação social, o que faz com que as aves ganhem um grande repertório de exibições vocais e visuais.
Estes comportamentos são muito exibidos imediatamente antes do período de reprodução e existe uma acalmia quando os machos regressam ao mar.
Os pinguins-macaroni com ninhos adjacentes podem entrar em confrontos pelo espaço, que são normalmente resolvidos com uma luta de bicos, mas onde por vezes se incluem empurrões e chapadas com as asas. O pinguim a perder a luta exibe submissão ao andar com a cabeça baixa.

### Dieta
A dieta do pinguim-macaroni consiste numa variedade de crustáceos, lulas e peixes, variando a percentagem de cada um conforme a localização e a época do ano. O Krill, principalmente o Krill antártico (Euphausia superba), perfaz mais de 90% da dieta durante a época de acasalamento.
Cefalópodes e pequenos peixes, entre estes os peixes-lanterna, tornam-se mais importantes aquando do crescimento das crias.
Como muitas outras espécies de pinguins, o pinguim-macaroni deliberadamente engole pequenas pedras (10 a 30 mm de diâmetro), ao que parece para que estas façam de lastro para os mergulhos a grande profundidade, ou para ajudar a desfazer os exosqueletos dos crustáceos.
Na época do crescimento das crias, a busca de alimento faz-se numa base diária, do amanhecer ao anoitecer, por vezes mesmo à noite, quando as crias ficam maiores. Um estudo demonstrou que após a cria estar criada a busca de alimento estende-se quer em tempo quer em território.
O pinguim-macaroni é conhecido por ser o maior consumidor de recursos marinhos de entre todas as aves marinhas, com um consumo de 9,2 milhões de toneladas de krill por ano.
Normalmente procuram comida a uma distância de até 50 km da colónia da Geórgia do Sul e de entre 60 e 300 km das Ilhas do Príncipe Eduardo.
As profundidades vão de 15 a 70 m, mas já foram registados mergulhos até aos 100 m. À noite os mergulhos são mais superficiais, entre os 3 e os 6 metros, devido à reduzida visibilidade.
Os mergulhos raramente excedem os dois minutos de duração.
Todos os mergulhos são efetuados em forma de V e cerca de metade do tempo de mergulho é gasto para mergulhar. Foi calculado que as aves apanhem de 4 a 16 krills e de 40 a 50 anfípodes por mergulho.

### Predadores
Os predadores do pinguim-macaroni consistem em aves e mamíferos aquáticos, embora não tenham um impacto significativo no número de animais das colónias. A foca-leopardo e a orca são os principais predadores dos pinguins adultos, enquanto que os ovos são atacados pelos mandriões, pelo bico-de-bainha-antárctico e pelo gaivotão. Os petréis por vezes também caçam as crias.

### Comunicação e percepção
Apesar de terem vista curta em terra, no mar têm uma visão excepcional; os seus olhos, como em muitos animais marinhos, estão ajustados para verem debaixo de água. A boa visão é necessária tanto para localizar presas como predadores.
Os pinguins-macaroni comunicam através de um variado conjunto de comportamentos como o abanar da cabeça e das asas, o curvarem-se, e uma gama variada de chamamentos e vocalizações.

### Corte e Acasalamento

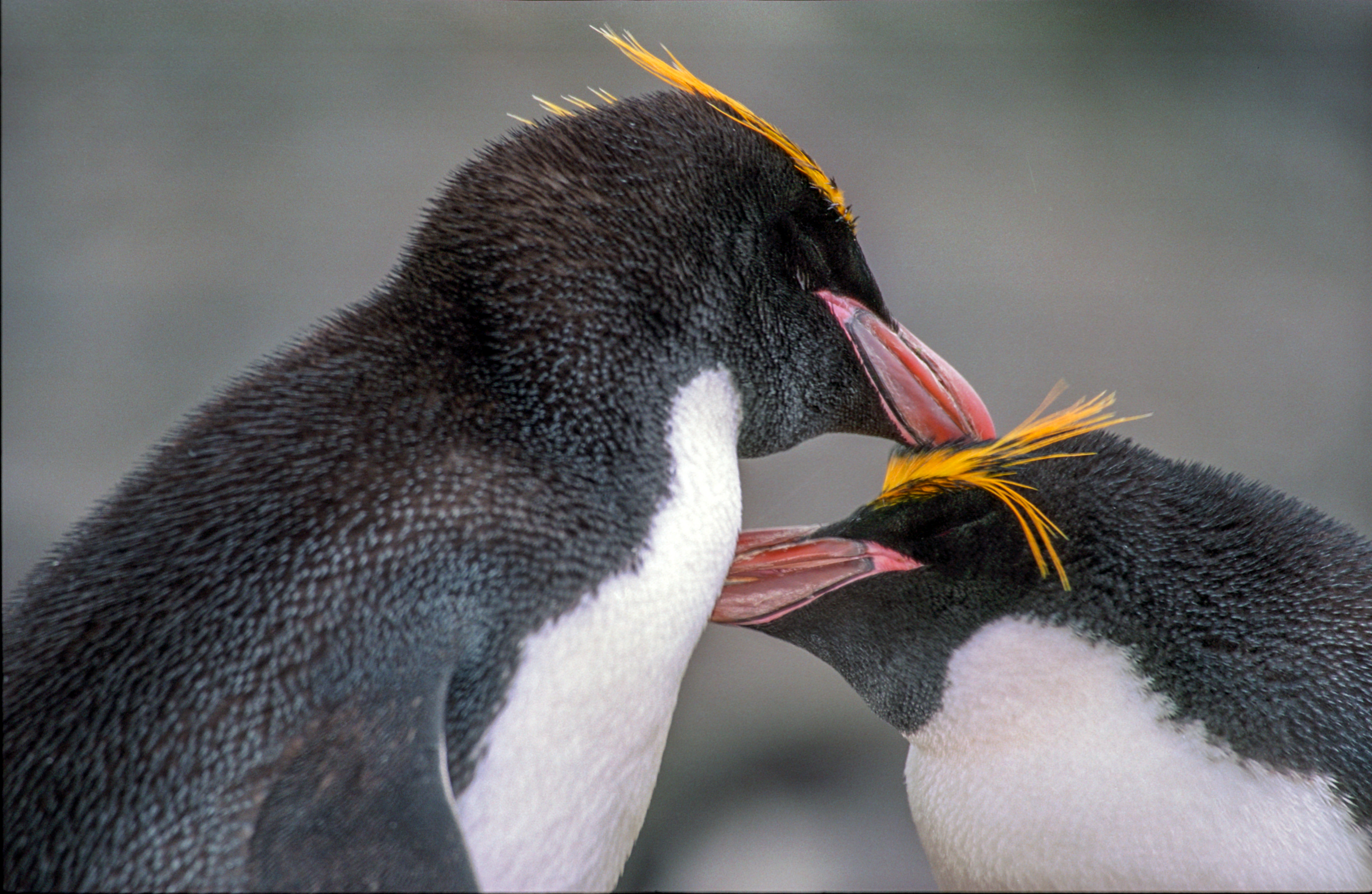
Pinguins-macaroni adultos a fazerem a corte

As fêmeas de pinguim-macaroni atingem a maturidade sexual aos cinco anos de idade e os machos aos seis. Como a população de machos é maior, as fêmeas podem escolher parceiros mais experientes. As exibições sexuais começam alguns dias depois da chegada das fêmeas à colónia. Os machos tentam atrair as fêmeas para o seu território e depois de emparelhados as exibições são feitas pelos dois no sítio do ninho e na hora de trocar os turnos da incubação.
Na exibição estática, um pinguim curva-se para a frente e fazendo sons altos e ritmados, estica a cabeça e o pescoço verticalmente até ficarem alinhados com o tronco. A ave então abana a cabeça para um lado e para o outro e recomeça com os sons estridentes.
Ao monitorizar a fidelidade dos pares na Geórgia do Sul verificou-se que três quartos dos pares mantêm o companheiro do ano anterior.
Os pinguins-macaroni adultos normalmente começam o acasalamento no fim de Outubro e põem os ovos no início de Novembro. O ninho não passa de uma depressão no solo, que pode ser delineada por pedras e coberta por erva tussock (somente na Geórgia do Sul).
Os ninhos medem perto de 66 cm no centro da colónia, e 86 cm nas suas bordas.
As fêmeas normalmente põem dois ovos a cada época de postura. O primeiro ovo pesa de 90 a 94 g, entre 61 e 64% do peso do segundo ovo, entre 145 e 155g. O destino do primeiro ovo é incerto, mas estudos efetuados no pinguim-real e no pinguim-de-crista revelaram que a fêmea empurra o ovo para fora do ninho após pôr o segundo ovo.

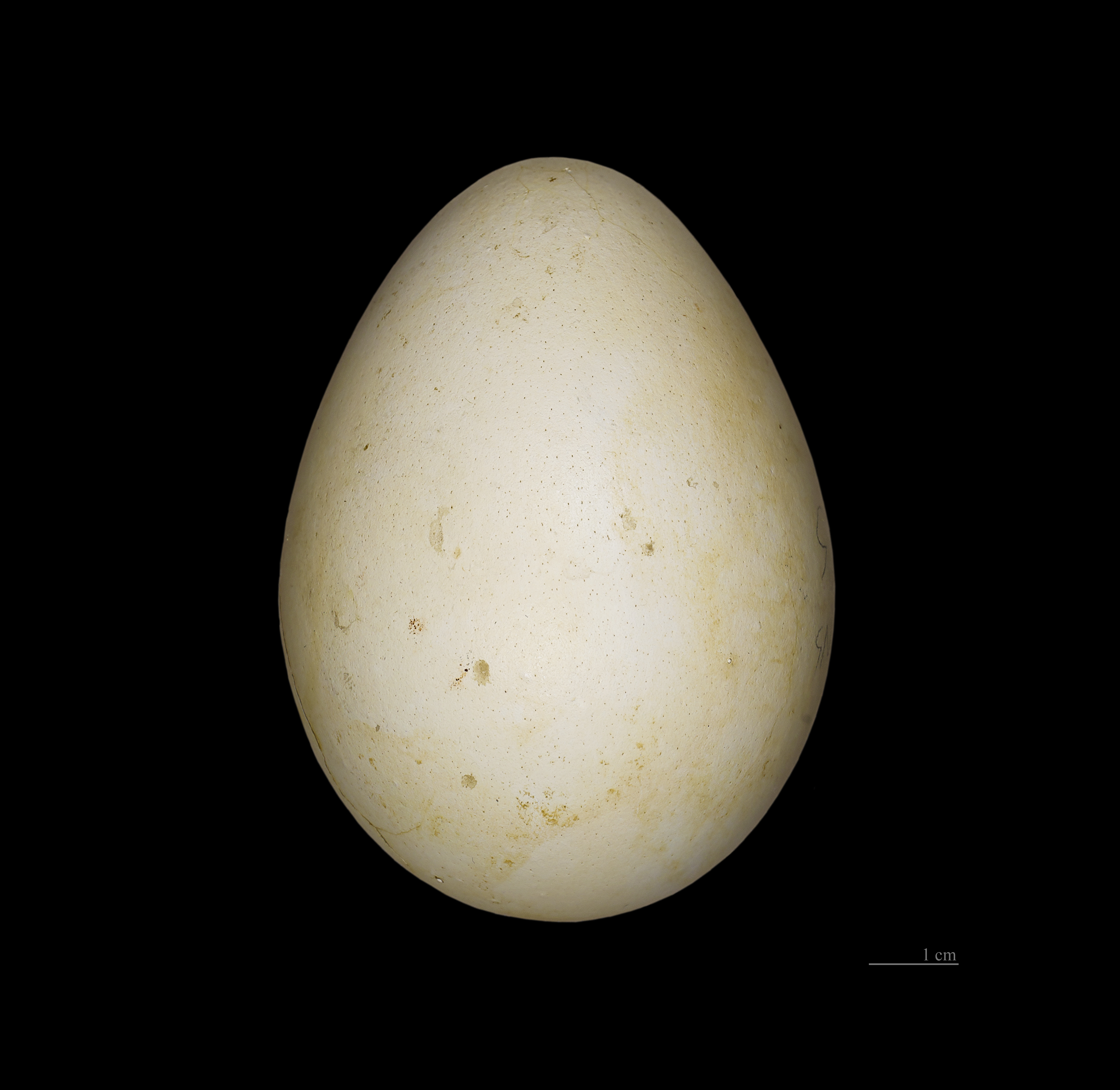
Eudyptes chrysolophus

Os dois ovos juntos pesam cerca de 4,8% do peso corporal da mãe e são compostos por 20% de gema, 66% de albúmen e 14% de casca.
A casca é espessa para minimizar o risco de o ovo se partir e a gema é grande, o que significa que as crias vão nascer já num avançado estado de desenvolvimento.
Alguma gema permanece no ovo depois de a cria nascer e é consumida por esta nos seus primeiros dias de vida.
A incubação do ovo leva cinco semanas, e pode ser dividida em três sessões de 12 dias: a primeira é partilhada por ambos os progenitores, a segunda é feita pela fêmea enquanto o macho vai à caça para acumular gordura e a terceira é feita pelo macho quando este regressa, indo agora por sua vez a fêmea alimentar-se.
Antes da postura, ambos os sexos acumulam gordura, pois perdem entre 36 a 40% do peso corporal total neste período.
O segundo ovo choca por volta do 34º dia após a postura. O macho toma conta da cria por 23-25 dias, aquecendo-a e protegendo-a de predadores. A fêmea deixa a colónia de manhã e regressa à tarde, sendo que nesta fase a cria consome cerca de 200 g por refeição. O tempo gasto a caçar aumenta à medida que a cria cresce. Enquanto estão a cuidar da cria, os pinguins-macaroni raramente vão em busca de alimento a mais de 40 km do ninho.
Ao fim dos 24 dias as crias já desenvolveram a plumagem mesoptila, com a barriga branca e as costas pretas-acinzentadas. Esta permite-lhes manterem a temperatura do corpo constante, ao mesmo tempo que deixa ambos os progenitores livres para irem buscar alimento. Nesta fase a cria consome 1 kg por refeição.
Quando os progenitores estão fora os juvenis juntam-se e formam creches para se manterem quentes e estarem protegidos.
Enquanto juvenis falta-lhes a elegante crista amarela, têm íris castanhas e bicos preto-acastanhados.
As penas de adulto crescem entre o 60º e o 70º dia, quando passam a ficar habilitadas a ir para o mar.
Os pinguins-macaroni deixam a colónia em Abril ou Maio e dispersam-se pelo oceano.

## Estado de Conservação
Apesar de a população de pinguins-macaroni ser estimada em 18 milhões de indivíduos, um forte declínio tem sido registado em algumas localizações.
Isto inclui uma redução de 50% na população da Geórgia do Sul entre meados das décadas de 1970 e 1990, e o desaparecimento da espécie na ilha Recalada, no Chile.
Este declínio da espécie nos últimos 30 anos pode ser devido ao impacto da pesca comercial, aquecimento global e poluição marinha e resultou na atribuição da classificação Vulnerável pela Lista Vermelha da IUCN.
Programas de monitorização de longo curso estão a ser realizados num grande número de colónias e várias ilhas que apresentam uma população reprodutiva são agora reservas protegidas. A ilha Heard e as ilhas McDonald fazem parte do Património Mundial devido às colónias de pinguins-macaroni.
Um estudo de 2008 sugere que as habilidades reprodutoras das fêmeas podem ser afectadas por alterações climáticas e pela redução na densidade de krill devido à pesca excessiva.

## Relação com os humanos
Os baleeiros do século XIX visitavam colónias de pinguins para satisfazer as suas necessidades alimentares. Devido ao grande número de indivíduos das colónias de pinguins-macaroni estas eram especialmente visadas. Houve também uma época em que foram caçados devido ao seu óleo, mas no início do século XX esse comércio deixou de ser rentável.